# Anolis macilentus
Anolis macilentus är en ödleart som beskrevs av  Garrido och HEDGES 1992. Anolis macilentus ingår i släktet anolisar, och familjen Polychrotidae. Inga underarter finns listade i Catalogue of Life.